# Ciclismo ai Giochi della XV Olimpiade - Corsa a squadre
La corsa a squadre di ciclismo su strada dei Giochi della XV Olimpiade si svolse il 2 agosto 1952 ad Helsinki, in Finlandia.
La classifica finale era determinata sommando i tempi dei migliori tre corridori di ogni nazione della prova individuale.

## Ordine d'arrivo
| Pos.             | Squadra          | Corridore                | Pos. Ind.        | Tempo totale     |
| ---------------- | ---------------- | ------------------------ | ---------------- | ---------------- |
| 1                | Belgio           | André Noyelle            | 1                | 15h20'46"        |
| 1                | Belgio           | Robert Grondelaers       | 2                | 15h20'46"        |
| 1                | Belgio           | Lucien Victor            | 4                | 15h20'46"        |
| 2                | Italia           | Dino Bruni               | 5                | 15h33'27"        |
| 2                | Italia           | Vincenzo Zucconelli      | 6                | 15h33'27"        |
| 2                | Italia           | Gianni Ghidini           | 7                | 15h33'27"        |
| 3                | Francia          | Jacques Anquetil         | 12               | 15h38'58"        |
| 3                | Francia          | Alfred Tonello           | 13               | 15h38'58"        |
| 3                | Francia          | Claude Rouer             | 23               | 15h38'58"        |
| 4                | Svezia           | Yngve Lundh              | 16               | 15h41'34"        |
| 4                | Svezia           | Stig Mårtensson          | 18               | 15h41'34"        |
| 4                | Svezia           | Allan Carlsson           | 21               | 15h41'34"        |
| 5                | Germania         | Edi Ziegler              | 3                | 15h43'50"        |
| 5                | Germania         | Oscar Zeissner           | 8                | 15h43'50"        |
| 5                | Germania         | Paul Maue                | 48               | 15h43'50"        |
| 6                | Danimarca        | Hans Andresen            | 9                | 15h48'02"        |
| 6                | Danimarca        | Jørgen Frank Rasmussen   | 19               | 15h48'02"        |
| 6                | Danimarca        | Wedell Østergaard        | 37               | 15h48'02"        |
| 7                | Lussemburgo      | André Moes               | 11               | 15h49'04"        |
| 7                | Lussemburgo      | Roger Ludwig             | 14               | 15h49'04"        |
| 7                | Lussemburgo      | Nicolas Morn             | 51               | 15h49'04"        |
| 8                | Paesi Bassi      | Arend van 't Hof         | 10               | 15h52'22"        |
| 8                | Paesi Bassi      | Jan Plantaz              | 22               | 15h52'22"        |
| 8                | Paesi Bassi      | Adrie Voorting           | 49               | 15h52'22"        |
| 9                | Svizzera         | Rolf Graf                | 17               | 15h52'49"        |
| 9                | Svizzera         | Josef Schraner           | 20               | 15h52'49"        |
| 9                | Svizzera         | Fausto Lurati            | 50               | 15h52'49"        |
| 10               | Norvegia         | Odd Berg                 | 24               | 15h55'01"        |
| 10               | Norvegia         | Erling Kristiansen       | 25               | 15h55'01"        |
| 10               | Norvegia         | Lorang Christiansen      | 28               | 15h55'01"        |
| 11               | Gran Bretagna    | Desmond Robinson         | 26               | 15h58'51"        |
| 11               | Gran Bretagna    | Brian Robinson           | 27               | 15h58'51"        |
| 11               | Gran Bretagna    | Graham Vines             | 31               | 15h58'51"        |
| 12               | Romania          | Constantin Stănescu      | 29               | 16h08'03"        |
| 12               | Romania          | Marin Niculescu          | 41               | 16h08'03"        |
| 12               | Romania          | Victor Georgescu         | 44               | 16h08'03"        |
| 13               | Uruguay          | Virgilio Pereyra         | 33               | 16h08'41"        |
| 13               | Uruguay          | Luis Ángel de los Santos | 38               | 16h08'41"        |
| 13               | Uruguay          | Hugo Machado             | 39               | 16h08'41"        |
| Non Classificate |                  |                          |                  |                  |
| -                | Australia        | Australia                | Australia        | Australia        |
| -                | Austria          | Austria                  | Austria          | Austria          |
| -                | Bulgaria         | Bulgaria                 | Bulgaria         | Bulgaria         |
| -                | Cile             | Cile                     | Cile             | Cile             |
| -                | Finlandia        | Finlandia                | Finlandia        | Finlandia        |
| -                | Ungheria         | Ungheria                 | Ungheria         | Ungheria         |
| -                | India            | India                    | India            | India            |
| -                | Giappone         | Giappone                 | Giappone         | Giappone         |
| -                | Corea del Sud    | Corea del Sud            | Corea del Sud    | Corea del Sud    |
| -                | Messico          | Messico                  | Messico          | Messico          |
| -                | Sudafrica        | Sudafrica                | Sudafrica        | Sudafrica        |
| -                | Cecoslovacchia   | Cecoslovacchia           | Cecoslovacchia   | Cecoslovacchia   |
| -                | Unione Sovietica | Unione Sovietica         | Unione Sovietica | Unione Sovietica |
| -                | Stati Uniti      | Stati Uniti              | Stati Uniti      | Stati Uniti      |
| -                | Vietnam          | Vietnam                  | Vietnam          | Vietnam          |